# Knersvlaktia nigroptera
Knersvlaktia nigroptera är en insektsart som beskrevs av Mike D. Picker 1984. Knersvlaktia nigroptera ingår i släktet Knersvlaktia och familjen Nemopteridae. Inga underarter finns listade i Catalogue of Life.